# Adenostoma
Adenostoma é um género botânico pertencente à família Rosaceae.

## Taxonomia
Adenostoma W. J. Hooker & Arnott (Bot. Beechey's Voyage 139, et 338. t. 30, 1832). Espécie-tipo: Adenostoma fasciculata Hook.& Arn.
Não confundir com o género Adenostoma pertencente à família Scrophulariaceae (cf. Adenostoma Blume: Flora, viii.680. 1825. nomen.).

## Espécies
1. Adenostoma brevifolium Nutt. ex Torr. & Gray
2. Adenostoma californica Gand.
3. Adenostoma fasciculatum Hook. & Arn.
  1. Adenostoma fasciculatum var. densifolium Eastw.
  2. Adenostoma fasciculatum var. hirsuta C.K.Schneid.
  3. Adenostoma fasciculatum var. prostratum Dunkle
  4. Adenostoma fasciculatum var. typica C.K.Schneid.
4. Adenostoma laxum Gand.
5. Adenostoma sparsifolium Torr.